# Martin Palmer
Martin Palmer (nacido en 1953) es un sinólogo inglés, autor de diversos estudios sobre Zhuangzi y el I Ching, así como del libro Los sutras de Jesús, un ensayo divulgativo sobre la historia del cristianismo en China. Es director del International Consultancy on Religion, Education and Culture (ICOREC) y secretario general de la Alliance of Religions and Conservation (ARC).
De formación anglicana, Palmer estudió teología y ciencias religiosas en la Universidad de Cambridge. Es colaborador habitual de la BBC sobre temas religiosos e históricos, tanto en BBC Radio 3 y 4, BBC World Service y BBC TV, así como en programas como In Our Time, Thought for the Day, Nightwaves, y Songs of Praise. En los últimos años ha publicado algunos trabajos sobre la relación entre el cambio climático, la ecología y el cristianismo.

## Obras
- Faith in Conservation; New Approaches to Religions and the Environment.[4]
- Religions of the World: The Illustrated Guide to Origins, Beliefs, Traditions and Festivals.[5]
- Religions of the World.[6]
- "El Ying y el Yang" Introducción a la filosofía china de opuestos y su aplicación a la vida diaria.